# Pio iz Pietrelcine
Sveti Pio iz Pietrelcine (Pietrelcina, 25. svibnja 1887. – San Giovanni Rotondo, 23. rujna 1968.), poznatiji kao Padre Pio ili otac Pio, talijanski je katolički svećenik, kapucin i svetac. Tijelo mu je ostalo neraspadnuto do danas.

## Životopis

### Djetinjstvo i mladenaštvo
Rođen je 25. svibnja 1887. godine u Pietrelcini, u pokrajini Campania u Italiji od roditelja Gracija Forgione i majke Marije Josipe rođ. De Nunzio. Već je sljedećeg dana kršten i nadjenuto mu je ime Franjo (Francesco). 
Djetinjstvo i mladenačku dob proživio je u vedrom i mirnom okolišu: u kući, crkvi, na poljima i nešto kasnije u školi. U dvanaestoj godini primio je sakrament krizme i prvu pričest. Sa šesnaest godina, 6. siječnja 1903. godine, ulazi u novicijat Manje braće Kapucina u Marcane. Obukavši redovničko odijelo nadjenuli su mu ime brat Pio. Uspješno završivši godinu novicijata, vremena preispitivanja sebe i svoje odluke o tome može li ustrajati u Redu kapucina, položio je privremene redovničke zavjete, a potom, 27. siječnja 1907. godine i doživotne zavjete.

### Zrela dob
Za svećenika je zaređen 10. kolovoza 1910. godine u katedrali u Beneventu. Radi zdravstvenih razloga ostao je kod svojih u Pietrelcini do 1916. godine. U rujnu iste godine, poslan je u samostan u San Giovanni Rotondo i tu ostaje, uz kraće prijekide, sve do smrti pružajući ljudima primjer uzornog redovnika.
Dana 5. kolovoza 1918. godine na sebe prima znakove muke Gospodinove. Ljudi oko njega svjedoci su ovih čudesnih znakova te mnogih drugih karizmatskih darova koje je primio od Boga. Raspaljen ljubavlju prema Bogu i bližnjima, otac Pio je živio puninu svoga zvanja doprinoseći svojim služenjem spasenju čovjeka kroz posebno poslanje koje je obilježilo čitav njegov život. 
Ostvarivao je svoj životni program pomoću triju sredstava: sebedarnim predanjem u vođenju duša, sakramentalnim pomirenjem ljudi s Bogom i služenjem svete mise. Sveta misa je za njega predstavljala vrhunac i puninu duhovnosti. Na socijalnom ili društvenom području otac Pio se zalagao oko ublaživanja patnji mnogih obitelji, posebno bolesnih i siromašnih. U tu je svrhu utemeljio "Casa Sollievo della Sofferenza", tj. izgradnjom "Kuća za ublažavanje patnji" koja je otvorena 5. svibnja 1956. godine i u to vrijeme bila je najsuvremenije uređena bolnica u Italiji. 
Na duhovnom planu je počeo okupljati molitvene skupine već 1940. godine, ali svoj procvat skupine su zadobile između 1947. i 1950. godine s crkvenim odobrenjem i podrškom pape Pija XII. 
Fra Pio je svoje molitvene skupine prozvao "Rasadište vjere i ognjište ljubavi". Kasnije će ih papa Pavao VI. nazvati "velika rijeka ljudi koji mole".  
Još od svoje mladosti otac Pio nije bio nikada posebno dobrog zdravlja, posebno ne u posljednjim godinama svojega života. Smrt ga je zatekla vedrog raspoloženja, 23. rujna 1968. godine u dobi od 81 godine. Njegov život je bio obilježen patnjom, jer ga je Bog htio pridružiti bolima i patnjama ljudi i Isusa Krista za spasenje svijeta. To se nije očitovalo samo po stigmama, tj. po Isusovim ranama, nego i u cjelokupnom njegovom životu. 

Papa Pavao VI. u svom nagovoru višim redovničkim poglavarima kapucinskog Reda je istaknuo veliku popularnost oca Pija rekavši: 

### Nakon smrti
Već za vrijeme zemaljskoga života uživao je veliku popularnost svetosti zbog svojih kreposti i svoga duha molitve, zbog žrtava i jer se potpuno posvetio dobru svih duša. U godinama poslije smrti sve više se širio glas o njegovoj svetosti i o čudesima koja su se događala po njegovom zagovoru. Ta činjenica je postala nezaobilazni crkveni fenomen koji se proširio po cijelom svijetu i u svim slojevima ljudi. Tako Bog otkriva Crkvi želju, da ga proglasi i na zemlji njegovim vjernim Slugom. Nije prošlo mnogo vremena i kapucinski Red je pokrenuo korake prema propisima crkvenoga prava za početak procesa za njegovo proglašenje blaženim i svetim. 
Nakon utvrđenih činjenica koje su se tražile, Crkva je Pija proglasila blaženim 2. svibnja 1999. godine na Trgu sv. Petra u Rimu. Obred proglašenja oca Pija blaženim predvodio je papa Ivan Pavao II., ali niti dva najveća trga u Rimu, Svetog Petra i Svetog Ivana Lateranskog, nisu mogli primiti sve hodočasnike koji su za tu prigodu došli u Rim. Isti je Papa 16. lipnja 2002. godine oca Pija proglasio svetim, a njegov se blagdan liturgijski slavi 23. rujna.

## Kritike
Zbog neobičnih sposobnosti za koje se tvrdilo da ih Pio posjeduje, Sveta Stolica je pokrenutala brojne istrage. Mjesni nadbiskup Pasquale Gagliardi nije vjerovao u Pijina navodna čuda, tvrdeći da su ga njegova braća kapucini iskorištavali s ciljem stjecanja financijske dobiti. Kada je Pio XI. izabran za Papu 1922. godine, Sveta Stolica je postala iznimno sumnjičava te je podvrgnula Pija brojnim istragama. 
Sveta Stolica nametnula je Piju brojne zabrane s ciljem smanjivanja njegove eksponiranosti u javnosti i to: zabrane služenja mise za javnost, blagoslova ljudi, odgovaranja na pisma, javnog pokazivanja stigmi te razgovaranja s Benedettom, njegovim duhovnikom. Kada je Sveta Stolica naredila da se Pio preseli u samostan u sjevernoj Italiji, lokalni mještani su počeli prosvjedovati što je nagnalo Svetu Stolicu da na kraju odustane od prvotnoga zahtjeva te da dozvoli Piju da i dalje nastavi živjeti u istom samostanu. Od 1921. do 1922. godine Piju je bilo zabranjeno javno obavljanje svećeničke dužnosti, uključujući ispovijedanje i slavljenje mise. Od 1924. do 1931. godine Sveta Stolica je u službenim izjavama oštro negirala da su događaji životu oca Pija bili povezani s nadnaravnim.
Osnivač milanskog katoličkog sveučilišta Presvetog Srca, liječnik i psiholog, fratar Agostino Gemelli jednom se na nekoliko minuta susreo s Pijom koji mu tada nije dozvolio da pregleda njegove stigme. Prema Gemelliju, iako pismeni dokaz o tome ne postoji, Pio je bio "neuk psihopat sklon samoozljeđivanju koji iskorištava lakovjernost ljudi." Gemelli je nagađao da je Pio držao svoje rane otvorenima uz pomoć kiseline zbog čega je morao zavijati rane u gazu te je redovito nosio rukavice. Prema vjernicima, ali i liječnicima koji su pregledavali rane u više navrata, njegova krvarenja su se nastavila narednih 50 godina te su se rane zatvorile svega nekoliko sati nakon njegove smrti. 
Godine 1933. papa Pio XI. naredio je da se ocu Piju ukloni zabrana koja mu je onemogućavala javno slavljenje mise. Papa je izjavio: "Ja se nisam loše postavio prema Piju, ali sam bio loše informiran." Naredne godine, Pio je dobio pravo ispovijedati, kao i počasnu papinu dozvolu za propovijedanje iako nikada nije položio ispit za dobivanje licence propovjednika. Papa Pio XII., koji je stupio u službu 1939. godine, poticao je vjernike da posjećuju oca Pija.
Godine 1940., Pio je započeo s ostvarivanjem planova za otvaranje bolnice u San Giovanni Rotondnou, koja je trebala biti nazvana "Casa Sollievo della Sofferenza". Bolnica je naposljetku otvorena 1956. Britanska humanitaraka i novinara Barbara Ward je odigrala značajnu ulogu u prikupljanju novčanih sredstava za ovaj projekt, osiguravši zajam Administracije Ujedinjenih naroda za rehabilitaciju (UNRRA) u iznosu od $325.000 (cca. $2,800.000 2016. godine). Kako bi mogao upravljati bolnicom, Papa Pio XII. je 1957. godine oca Pija odriješio redovničkog zavjeta siromaštva, no kritičari su iskoristili ovaj projekt kako bi ga napali, optužujući ga za pronevjeru novca.
Papa Pavao VI. (Papa od 1963. do 1978. godine), je sredinom 1960-ih odbacio sve optužbe upućene na račun oca Pija.
Godine 1947. mladi poljski svećenik Karol Józef Wojtyla (kasnije papa Ivan Pavao II.), posjetio je Pija koji ga je tom prilikom ispovjedio. Austrijski kardinal Alfons Stickler rekao je kako mu je Wojtyla povjerio da mu je otac Pio tijekom susreta rekao da će se jednog dana uspeti na "najviši položaj u Crkvi, iako ti je potreban daljnji razvoj." Kardinal Stickler također je izjavio da je Wojtyla vjerovao kako se ovo proročanstvo ispunilo kada je postao kardinal. Osobni tajnik pape Ivana Pavla II., Stanisław Dziwisz, negira istinitost Sticklerovih tvrdnji, dok George Weigel u svojoj biografiji "Svjedok u nadu" spominje susret, ali ne i navodno proročanstvo.

## Vanjske poveznice

### Sestrinski projekti
|  | Zajednički poslužitelj ima još gradiva o temi Sveti Pio iz Pietrelcine |

- Dekret o krepostima oca Pia iz Pietrelcine
- Pismo oca Pija iz Pietrelcine
- Molitva svetom Piju iz Pietrelcine
- Devetnica Svetom Piju iz Pietrelcine

### Mrežna mjesta
- Sv. Padre Pio (Službena stranica Hrvatske kapucinske provincije sv. Leopolda Bogdana Mandića posvećena svetom kapucinu iz Pietrelcine)
- Hrvatska katolička mreža – Padre Pio nas čudesno zagovara: Hrvati svjedoče o ozdravljenju, uslišanju i pomoći sveca
- Otac Pio proziran Bogom, izvatci iz knjige
- Otac Pio o Sotoni  Arhivirana inačica izvorne stranice od 10. prosinca 2012. (Wayback Machine)
- Molitva oca Pia nakon pričesti
- Otac Pio i anđeo čuvar